# Travneve, Pereiaslav-Hmelnițki
Travneve (în ucraineană Травневе) este un sat în comuna Mala Karatul din raionul Pereiaslav-Hmelnițki, regiunea Kiev, Ucraina.

## Demografie
Componența lingvistică a localității Travneve
     Ucraineană (100%)
Conform recensământului din 2001, toată populația localității Travneve era vorbitoare de ucraineană (100%).